# Euclystis polyoperas
Euclystis polyoperas là một loài bướm đêm trong họ Erebidae.